# Kurt Taub

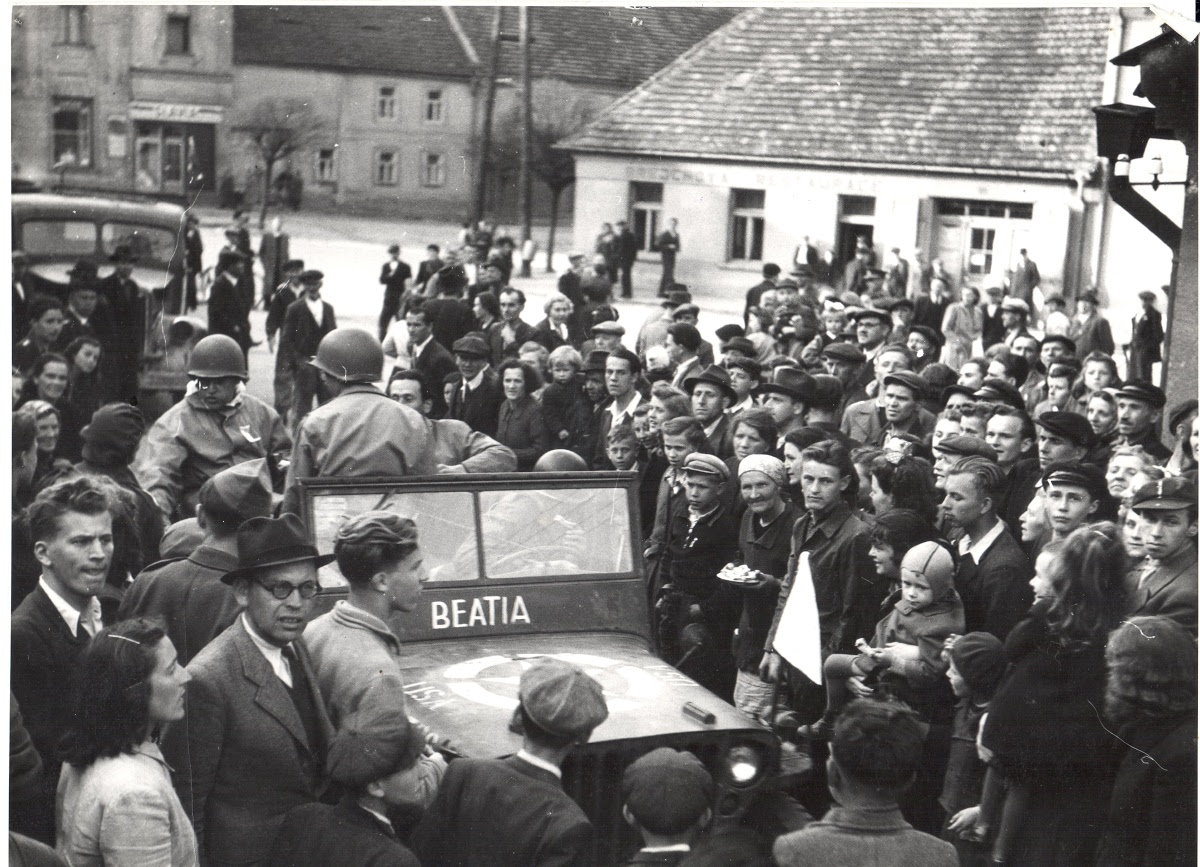
Američtí vojáci v Novém Strašecí (8. května 1945); jedním z nich je Kurt Taub

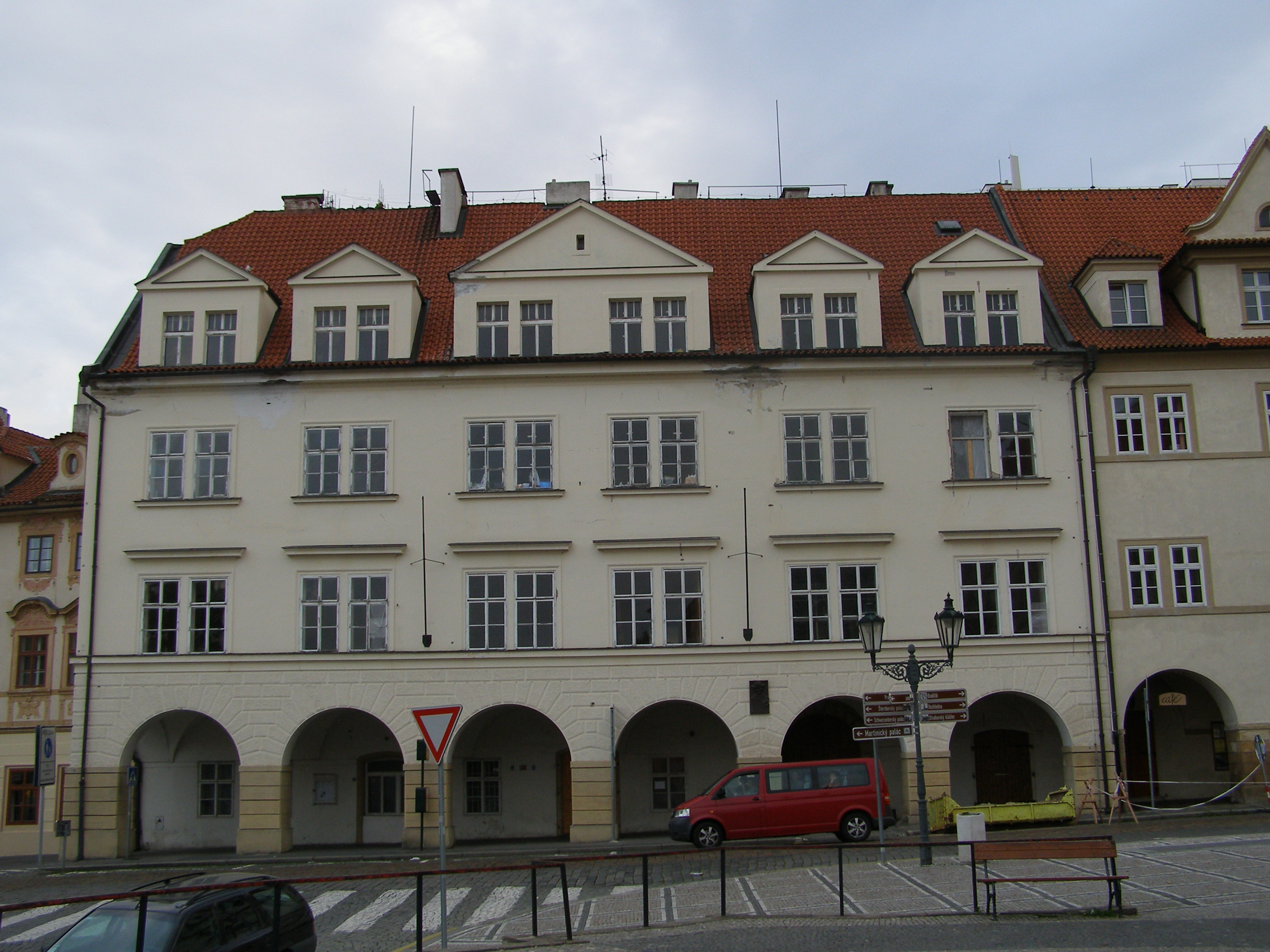
Místo, kde sídlila (v letech 1945 až 1948) americká vojenská mise: Měšťanský dům U Drahomířina sloupu, Praha 1, Loretánské nám. č.p. 108/2

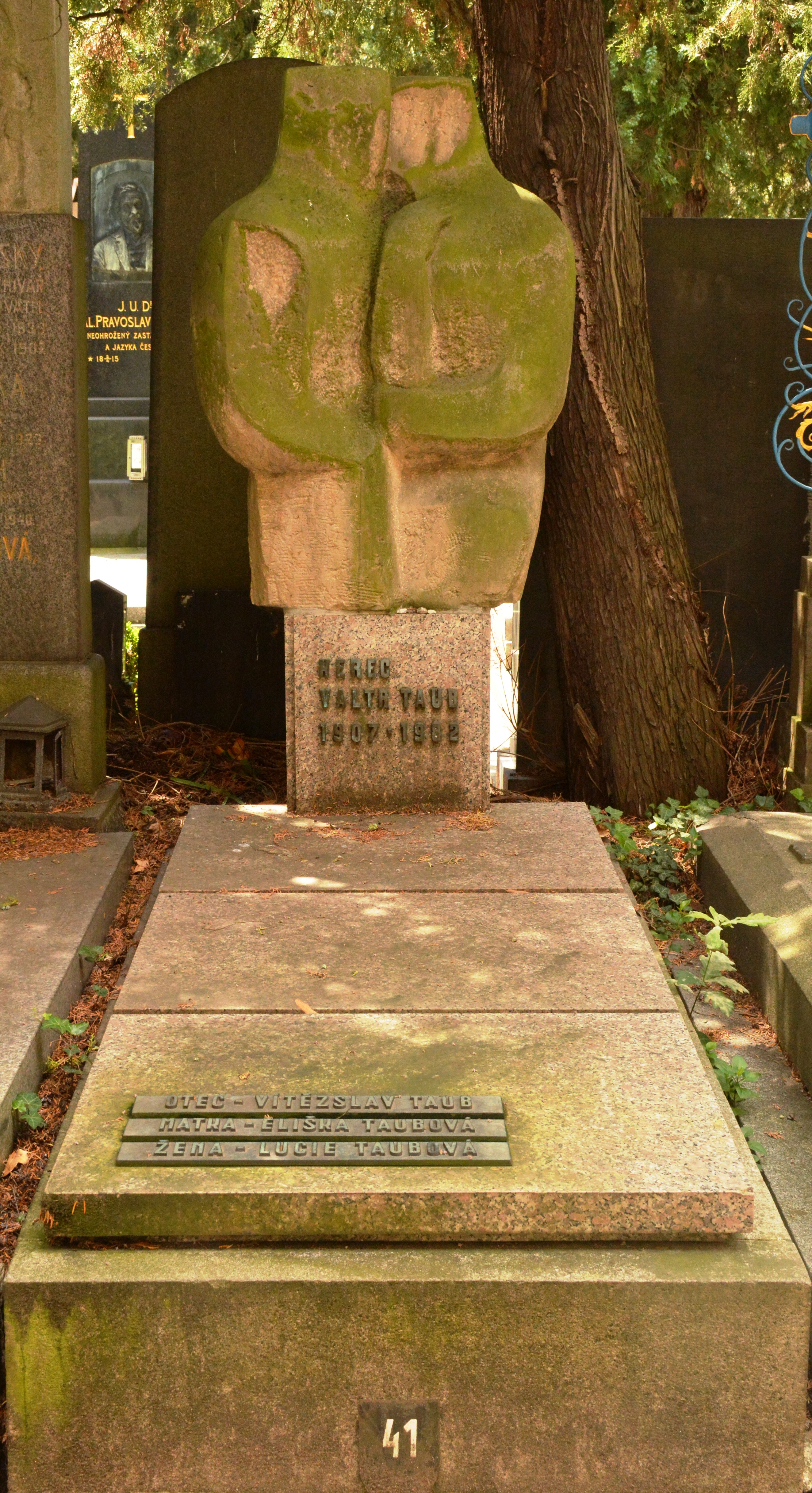
Hrob jeho bratra Waltera Tauba na Vyšehradském hřbitově v Praze

Kurt Taub (1. srpna 1911 Brno – ???? USA) byl Čechoameričan, zpravodajský důstojník americké armády, v letech 1945 až 1948 člen americké vojenské a diplomatické mise v Praze, po únoru 1948 organizátor III. (protikomunistického) exilového československého odboje v zahraničí. Jeho otcem byl československý politik německé národnosti Siegfried Taub, jeho bratrem byl česko-německý herec, divadelní režisér a novinář Walter Taub.

## Život

### Rodinné zázemí a studia (do roku 1939)
Kurt Taub se narodil jako druhorozený syn 1. srpna 1911 v Brně do rodiny německých Židů. Jeho o čtyři roky starším bratrem byl Walter Taub (1907–1982); jeho matkou byla Else Taub (Eliška Taubová, rozená Kahn;  * 15. dubna 1880 Brno). V roce 1925 byl jeho otec Siegfried Taub (Vítězslav Taub; 1876–1946) – ředitel okresní nemocenské pojišťovny – zvolen do poslanecké sněmovny v předválečném československém parlamentu za německou sociální demokracii. V roce 1925 (nebo 1926) se rodina přestěhovala do Prahy. Po studiu na reálném gymnáziu pracoval Kurt Taub v pražské kanceláři mezinárodního zasilatelství (spediční firma Schenker  & Co.). Koncem 30. let 20. století pomáhal Siegfried Taub německým uprchlíkům, kteří se uchýlili z hitlerovského Německa do Československa. V letech 1938 až 1939 vedl vystěhovaleckou ústřednu DSAP v Praze. Po německé okupaci Československa se ihned 15. března 1939 skryl na britském velvyslanectví. Koncem března 1939 získal povolení k vycestování a nakonec společně s rodinou utekl do Švédska. Tady po určité době získali Taubovi americká víza.

### Ve Švédsku
Ve Švédsku se Kurt oženil s Betty Wiessnerovou (byla původem z Brna a po svatbě se jmenovala Beatha Taubová-Taylorová). V roce 1941 odjel Kurt Taub společně s manželkou a otcem Siegfiedem do Spojených států amerických, kam dorazili kolem 7. prosince 1941 (tj. v den japonského útoku na Pearl Harbor). Kurtův bratr Walter Taub zůstal ve Švédsku (později kývl na spolupráci s československou, britskou a nakonec také sovětskou výzvědnou službou).

### V USA
V Bostonu v USA začal Kurt Taub pracovat v čalounické dílně a v roce 1943 se přihlásil do armády. Byl odveden do Camp Croftu v Jižní Karolíně. Nejprve jej přidělili k dělostřelectvu, ale znalost cizích jazyků (krom angličtiny hovořil plynně česky a ovládal němčinu) jej přivedla do armádního Kontrašpionážního sboru (Counter Intelligence Corps; zkratka: CIC). Po třech měsících byl poslán do Velké Británie, kde pracoval v Úřadu strategických služeb (Office of Strategic Services, zkratka: OSS) v české sekci Charlese Kateka ve Velké Británii. Tady se poprvé setkal s Katekem, který jej hodlal zařadit do diverzního oddílu určeného k akcím na území Protektorátu Čechy a Morava. Charles Katek musel ale nasazení Taubeho přehodnotit neboť se během výsadkářského výcviku ukázalo, že má Taub nepřekonatelný strach z výšek a tento typ výcviku není schopen absolvovat.

### Jaký byl Kurt Taub?
Kurt Taub, nejbližší spolupracovník Charlese Katka, byl skromný muž, spíše „intelektuál v americké vojenské uniformě“. Lidi kolem sebe si dokázal získat svou tichou a nenápadnou povahou a to až tak, že mu důvěřovali a navíc s nimi dobře vycházel a uměl s nimi mluvit. Ovládal umění nenásilného vyptávání, kdy protějšek mnohdy ani nenapadlo, že se jedná o „zpravodajský výslech“. Navíc byl přístupný, trpělivý a oplýval schopností naslouchat. Seržant Kurt Taub byl postavy malé, hubené a smýšlením se klonil k umírněným socialistům. Byl oddán myšlence sociální spravedlnosti a mezi jeho přátele nejčastěji patřili levicoví intelektuálové. (Charles Katek disponoval naproti tomu vysokou, mohutnou, řádně osvalenou postavou; velmi dobře hrál tenis a byl konzervativního zaměření. Komunismus z duše nenáviděl a svoje přátele si hledal v politických kruzích nebo v bohatých vrstvách honosících se šlechtickými tituly, které mu značně imponovaly.)  

### V Praze 8. května 1945
Do Prahy přijel Kurt Taub v americké uniformě seržanta 8. května 1945 večer v džípu označeném bílou hvězdou (a jménem BEATIA podle Taubovy manželky) spolu s důstojníkem OSS Eugenem Fodorem (1905–1991; Maďarem narozeným na Slovensku) a s řidičem vojínem Nathanem Shapiro. Jak Taub, tak i Fodor byli dokonale obeznámeni s československou politickou scénou. Velitelem této výpravy nebyl hodností vyšší 40letý poručík Fodor, ale 34letý seržant Taub coby neformální zástupce Charlese Kateka. Do Bartolomějské ulice v Praze (před sídlo České národní rady (ČNR)) dorazilo vozidlo krátce po 19. hodině. Jeho posádka nevěděla, že před několika hodinami (8. května 1945 v 16.00) německý generál Rudolf Toussaint před Českou národní radou (ČNR), v čele s Albertem Pražákem, podepsal s povstaleckým velitelem Prahy generálem Karlem Kutlvašrem kapitulační protokol o stažení Němců (Wehrmachtu) z Prahy a ponechání těžkých zbraní v Praze. (Den předtím kapituloval Alfred Jodl, a den poté i velitel jednotek Waffen-SS na území Protektorátu Čechy a Morava Carl von Pückler-Burghauss). To nic neměnilo na skutečnosti, že silné oddíly SS stále bojovaly na různých místech po Praze, zatímco „opancéřovaná“ americká armáda (na výslovnou žádost Moskvy) stála u Rokycan. Taub navrhoval členům České národní rady, aby požádali o pomoc americkou armádu v případě, že Němci v Praze a okolí nebudou dodržovat podmínky bezpodmínečné kapitulace tak jak byla sjednána a podepsána v Remeši. Někteří členové ČNR (například Josef Kubát) nabídku přivítali, ale komunista Josef Smrkovský se snažil různými vytáčkami dokázat, že požadovat pomoc od Američanů je zbytečné. (Smrkovský doufal v brzký příjezd Rusů do Prahy, což by přineslo „kladné body“ pro KSČ.) K cestě do Plzně s Taubem a jeho doprovodem se nakonec rozhodl příslušník výsadku Platinum-Pewter Jaromír Nechanský s tím, že se pokusí domluvit s některým z vysokých amerických velitelů. Katek zavedl v Plzni štábního kapitána Jaromíra Nechanského k neznámému majorovi ze zpravodajského oddělení G-2. Teprve tam se dozvěděli, že jejich snaha byla marná neboť Rusové jsou tou dobou již u Mělníka. Taubův džíp se obratem vydal zpět do Prahy, kam dorazil po 3. hodině ranní dne 9. května 1945. Od té doby patřil Jaromír Nechanský k blízkým přátelům Kurta Tauba.

### Americká vojenská mise v Praze
Po osvobození Čech, Moravy a Slezska zřídily všechny čtyři vítězné velmoci v Praze svoje vojenské mise s tím, že jejich úkolem bylo pátrat po svých mrtvých, raněných a zajatých vojácích, a rovněž repatriovat zavlečené československé občany domů. Neoficiálně se ovšem všechny tyto vojenské mise ale zabývaly výzvědnou činností.
Krátce po skončení druhé světové války existovaly v Praze dvě americké zahraniční složky: Vojenská mise (Military Mission) a velvyslanectví USA. Vojenská mise vznikla pár týdnů po skončení druhé světové války, nesla název The Reparation Commission a jejím úkolem bylo pátrat po pohřešovaných příslušnících americké armády. Později byla The Reparation Commission přejmenována na The Commisssion for the Investigation of War Criminals (a teprve pak na Vojenskou misi). Ať se vojenská mise nazývala jakkoliv, byla jen zástěrkou pro vykonávání skryté zpravodajské činnosti.
V letech 1945 až 1948 se plukovník Charles Katek (hlavní vedoucí) a jeho dlouholetý přítel seržant Kurt Taub (zástupce hlavního vedoucího) stali nejvýznamnějšími představiteli americké vojenské mise v Praze se sídlem na Loretánském náměstí číslo 2. Katek bydlel v Praze nejprve v hotelu Steiner, ale pak v luxusním bytě poblíž vojenské mise na Loretánském náměstí. Reprezentativní prostory vojenské mise brzy Katek, Taub a jejich kolegové přebudovali na společenský salon, kde se na pravidelných schůzkách potkávaly zajímavé osobnosti a vlivní lidé.
Americká vojenská mise byla hned od počátku v hledáčku československého Obranného zpravodajství (OBZ; vojenská kontrarozvědka) a Zemského odboru bezpečnosti II. oddělení (státní bezpečnost; StB). Speciálně Obranné zpravodajství řízené Bedřichem Reicinem se od léta 1945 začalo Charlesu Katekovi „intenzivně věnovat“ neboť misi jím vedenou detekovalo jako „nejsilnější síť vojenského, politického a průmyslového zpravodajství“ a Katek jako osoba byl v jejich dokumentech označován za „hlavu amerických špionážních služeb v Československu“.

### Kurt Taub a zpravodajské hry
Ještě před druhou světovou válkou při pobytu ve švédském Stockholmu se o Kurta Tauba začala zajímat sovětská výzvědná služba poté, co do jejích služeb vstoupil ve Švédsku i jeho bratr Walter Taub. Údajně Kurta (krycí jméno „Dabl“) zverbovala NKVD v listopadu 1941 po jeho příjezdu do USA. Kurt obratem nahlásil svoji činnost americkým úřadům ve Washingtonu a až do roku 1944 s Rusy spolupracoval pod americkou kontrolou. Spojení se obnovilo po jeho příjezdu do Prahy v roce 1945, kdy se Taub setkal s jedním nejmenovaným sovětským zpravodajcem a dohodli se na úkolech (Rusové chtěli Kurta využít jako zdroj tajných informací z nitra americké vojenské mise) a systému spojení. Taub vše probral s Katekem a ten se osobně za Taubovu loajalitu k USA zaručil v centru ve Washingtonu.
Dne 19. června 1946 v pět hodin ráno byl Kurt Taub zadržen a trojicí osob byl z bytu odveden do kanceláře československého šéfa výzvědné služby Zdeňka Tomana na ministerstvu vnitra. Tam se jej Toman snažil přesvědčit k tomu, aby se stal jeho agentem, což Taub odmítl a žádal o telefonát na americké velvyslanectví. Oficiální spis československé kontrarozvědky následně uvedl jako důvod tohoto Taubova zadržení „nesrovnalosti v osobních dokumentech“.
Toman získal údajně Tauba na čas pro spolupráci pomocí jeho bratra Waltera, ale Kurt s Tomanem přerušil po roce práce styky neboť se domníval, že spolupráce je vedena neobratně a hrozí mu prozrazení. Agent sovětské kontrarozvědky Směrš a náčelník jednoho oddělení StB Alois Sušanka (krycí jméno „Twist“) obnovil koncem roku 1946 s Taubem kontakt a zprávy, které od Tauba dostával přeposílal Sovětům. V roce 1947 se s Taubem setkal sovětský zpravodajec Ivan Čičajev (vystupoval pod jménem Vladimír Tichonov). Taub souhlasil s podmínkou, že jeho spojkou zůstane Sušanka a že nebude podávat informace, které by mohly poškodit Spojené státy. (Vyzrazování zpráv o třetích zemích Taub neodmítl.)
Poslední kontakt Tauba se Sušankou (alias Twistem) se odehrál v Sušankově bytě 5. března 1948 za přítomnosti sovětského zpravodajce Dimitrije Chazjanova. Dne 16. března 1948 (dva dny před odletem Kateka, Tauba a členů jejich pražské mise z Československa) se uskutečnila další schůzka Dimitrije Chazjanova s Taubem, na které se Taub Rusovi přiznal, že pomáhal několika předním politikům utéct z Československa. Nástupcem Kurta Tauba na americkém velvyslanectví měl být Spencer Taggart, který zároveň zdědil i řízení skupiny zpravodajců (agentů). Jména deseti z nich předal Taub Chazjanovovi s tím, že proti nim nebudou Sověti alespoň 6 měsíců po 18. březnu 1948 zasahovat, aby akce nebyla časově spojována s Taubem a koncem Katekovy mise v Československu.
KGB oceňovala kladně spolupráci s Taubem protože jí předával cenné údaje o lidech, struktuře a metodách americké výzvědné služby; o armádě; o sovětských dezertérech, kteří se dostali do amerických služeb; o amerických agentech v československé politice a armádě. Nejspíše to ale bylo pouze a jen „sovětské zdání“, protože Kurt Taub ve skutečnosti s KGB nejspíše sehrál široce založenou „špionážní hru“, kterou krok po kroku pečlivě promýšleli Taubeho nadřízení zpravodajští důstojníci.

### Únor 1948
Dne 25. února 1948 byli Katek a Taub důrazně požádáni (obdrželi formální žádost), aby opustili Prahu a Československo. Jako důvod byl uveden (všeobecně známý) fakt, že vyvíjejí činnost, která se neslučuje s jejich oficiálním statusem. Katek s tímto aktem nesouhlasil. Taub jej ale přivítal, neboť se odchodem z Československa mohl alespoň na čas izolovat od pokusů československých zpravodajců (a hlavně jejich šéfa Tomana) získat jej coby svého agenta. V mezidobí (tj. prakticky od února 1948 do 18. března 1948) byl Taub pod neustálým zcela otevřeným dohledem státní bezpečnosti (StB).

### Zahraniční III. odboj
Prahu a Československa opustili Katek a Taub 18. března 1948. Taub po odjezdu zůstal u americké zpravodajské služby. Změnil si jméno na Kurt L. Taylor (někdy používal jméno Frank Taylor nebo jen Taylor) a začal operovat z bavorského Regensburgu. Tady sídlilo jeho oddělení, které se oficiálně jmenovalo Oddělení ekonomického výzkumu (Economic Research Unit; zkratka: ERU), ale ve skutečnosti se však zabývalo zpravodajskou činností.
Kurt Taub organizoval nábor mladých mužů v uprchlických táborech a posílal je (coby zpravodajské agenty – chodce) za železnou oponu, kde měli provádět výzvědné (případně diverzní) aktivity namířené proti komunistickému Československu. Jak Katek tak Taub vytvářeli pro agenty a jejich činnost nezbytnou materiálně–finančně–technickou základnu, obstarávali jim falešné doklady a zajišťovali napojení na výzvědnou službu CIA. Tato činnost kulminovala v letech 1948 až 1952 a byla oficiálně ukončena kolem roku 1953.
Českoslovenští zpravodajci se i v následujícím období pokoušeli navázat s Kurtem Taubem (ve svazcích StB figuroval pod krycím jménem „Dabl“) spolupráci na profesionálním základě, ale 14. března 1973 došli nakonec k závěru, že Taub již nadále není jejich zájmovým objektem a veškeré materiály o něm shromažďované byly uloženy do archivu Státní bezpečnosti (StB).